# Platygaster munki
Platygaster munki är en stekelart som beskrevs av Peter Neerup Buhl 1994. Platygaster munki ingår i släktet Platygaster och familjen gallmyggesteklar. Arten är reproducerande i Sverige. Inga underarter finns listade i Catalogue of Life.